# 시카고의 기
시카고의 기는 하얀색 바탕 가운데에 2개의 하늘색 가로 줄무늬가 그려져 있고 그 사이에 그려진 하얀색 가로 줄무늬 안에 빨간색 육각별 4개가 그려져 있는 디자인이다. 1917년에 시카고 시의회에서 주최한 공모전을 통해 선정된 월러스 라이스(Wallace Rice)의 디자인을 바탕으로 하여 제작되었다. 1917년에 처음 제정되던 당시에는 빨간색 육각별 2개가 그려져 있었는데 1933년에 3개로 늘어났고 1939년에 4개로 늘어났다.
3개의 하얀색 가로 줄무늬는 시카고의 북쪽, 서쪽, 남쪽을 뜻한다. 상단에 있는 하늘색 가로 줄무늬는 미시간호, 시카고강의 북쪽 지류를 뜻한다. 하단에 있는 하늘색 가로 줄무늬는 시카고강의 남쪽 지류, 시카고 위생 선박 운하를 뜻한다. 하늘색 가로 줄무늬 사이에 있는 육각별 4개는 다음과 같이 시카고와 관련된 역사적 사건을 뜻한다. 또한 6개의 모서리는 다음과 같이 시카고와 관련된 6가지 상징을 뜻한다.
- 1803년에 건립된 디어본 요새 (1939년에 수정된 기에 추가됨): 시카고가 소속되어 있던 6개의 역사적 지역을 뜻한다.
  - 1693년 ~ 1763년: 프랑스 왕국 누벨프랑스 부왕령
  - 1763년 ~ 1778년: 그레이트브리튼 왕국
  - 1778년 ~ 1789년: 버지니아주
  - 1789년 ~ 1802년: 북서부 영토
  - 1802년 ~ 1809년: 인디애나 준주
  - 1809년 ~ 현재: 일리노이주 (1809년 ~ 1818년: 일리노이 준주, 1818년 ~ 현재: 일리노이주)
- 1871년에 일어난 시카고 대화재 (1917년에 제정된 기에 포함됨): 시카고의 교통, 노동, 상업, 금융, 인구, 건강을 뜻한다.
- 시카고에서 개최된 1893년 만국 박람회 (1917년에 제정된 기에 포함됨): 종교의 미덕, 교육, 미학, 정의, 선행, 시민의 자부심을 뜻한다.
- 시카고에서 개최된 1933년 만국 박람회 (1933년에 수정된 기에 추가됨)
  - 1933년 당시에 미국 제2의 도시였던 시카고의 위상
  - 시카고의 라틴어 표어인 "Urbs in Horto" (정원 속의 도시)
  - 시카고의 영어 표어인 "I Will" (나는 한다)
  - 시카고의 거대한 중앙 시장 (Great Central Marketplace)
  - 놀라운 도시 (Wonder City)
  - 모임의 도시 (Convention City)